# Po poyas v nebe
Po poyas v nebe (По пояс в небе, română Până la brâu în cer) este al patrulea album de studio al interpret de muzică rock rusă Nikolai Noskov, care a fost lansat pe 7 martie 2006 de Misteria zvuka. Unele dintre piesele au fost efectuate pe flaut Kurai.

## Ordinea pieselor pe album
1. По пояс в небе
2. А на меньшее я не согласен
3. Я не верю
4. Побудь со мной
5. Зачем
6. Тальяночка
7. Любовь и еда
8. Иду ко дну
9. Фенечка
10. Спасибо